# 국경의 밤 (음반)
《국경의 밤》은 2007년 발매된 루시드 폴의 3집 정규 앨범이다.

## 곡 목록
1. 마음은 노을이 되어 (feat. 전제덕)
2. 무지개
3. 국경의 밤 (feat. 김정범)
4. 가을 인사 (feat. 이적)
5. 노래할게
6. 빛
7. 날개
8. 바람, 어디에서 부는지
9. kid
10. 라오스에서 온 편지 (feat. 마이앤트메리)
11. 사람이었네
12. 당신얼굴, 당신얼굴 (feat. 정수욱)
13. 사람이었네 (hidden track)

## 참여·제작자
- 프로듀서 : 루시드 폴
- 책임 프로듀서 : 정동인(안테나뮤직)
- 레코딩 : 윤정오@W studio, 조윤석@Pisces Studio
- 믹싱 : Talley Sherwood
- 마스터링 : Greg Calbi@Sterling sound, NY
- 피아노 튜닝 : 윤기복
- 디자인·아트웍 : 황연주

### 참여 음악가
- 박새별 : 피아노
- 김용린 : 기타
- 안규환 : 베이스
- 임채광 : 드럼